# Taejo
Taejo van Joseon (11 oktober 1335 - 24 mei 1408), geboren als Yi Seong-gye, was de stichter van de Koreaanse Joseondynastie. In 1392 wierp hij de Goryeodynastie omver. Hij regeerde als de eerste Joseon koning tot 1398.
Hij kreeg postuum de titel keizer in 1899 van koning Gojong, de oprichter van het Koreaanse keizerrijk. Deze afstammeling heeft ook een Orde van Taejo van Joseon of "Kumch'ok Taehunjang" gesticht.

## Volledige postume naam
- Keizer Taejo Gangheon Jiin Gyeun Eungcheon Jotong Gwanghun Yeongmyeong Seongmun Sinmu Jeongeui Gwangdeok van Korea
- 태조강헌지인계운응천조통광훈영명성문신무정의광덕황제
- 太祖 康獻至仁啓運應天肇通光勳永命聖文神武正義光德皇帝

- Bibsys: 15021701
- Gemeinsame Normdatei: 1054924120
- International Standard Name Identifier: 0000 0003 8150 3269
- Library of Congress Control Number: n82140171
- Bibliotheek van het Japanse parlement: 01216881
- Nationale Bibliotheek van Tsjechië: xx0318903
- Nationale Bibliotheek van Israël: 987007454368305171
- Nederlandse Thesaurus van Auteursnamen: 364218339
- Virtual International Authority File: 261389011
- WorldCat: E39PBJB4dw36JtJm3hTwPg8cT3